# Classe Shikishima (patrouilleur)
Pour les articles homonymes, voir Classe Shikishima (homonymie).
La classe Shikishima (en japonais : しきしま級巡視船, Shikishima-kyū-junnshi-senn) est une classe de patrouilleurs de type PLH des Garde-côtes du Japon (JCG), anciennement Agence de sécurité maritime (MSA),. Dans la classification officielle, le Shikishima et l'Akitsushima sont considérés respectivement comme les seuls navires de leur classe, et le Reimei est traité comme le navire de tête de sa classe. La classe Shikishima était autrefois les plus grands navires de garde-côtes au monde jusqu’à ce qu’ils soient dépassés en 2015 par les patrouilleurs chinois de classe Zhaotou.

## Contexte
Le combustible nucléaire usé généré dans les centrales nucléaires au Japon a été transformé en plutonium et en déchets radioactifs dans des usines de retraitement nucléaire en Grande-Bretagne et en France. Puis, conformément au plan de production d’électricité avec le combustible MOX, le gouvernement japonais a décidé de ramener ce plutonium au Japon.
Lors du premier transport depuis la France en 1984, des officiers armés de la JMSA étaient à bord du navire pour contrer les détournements maritimes. Une deuxième opération de transport était prévue au début des années 1990, mais en raison de la révision de la loi nippo-américaine en 1988, il a été demandé de renforcer le système de sécurité et la JMSA devait escorter le plutonium avec une équipe tactique spéciale (l’un des ancêtres de l’équipe spéciale de sécurité) et un patrouilleur. Avec les patrouilleurs existants, cependant, il était difficile de mener à bien une opération d’escorte sans escale. Pour cette opération, la JMSA a développé le Shikishima dans le cadre du programme naval de l’exercice fiscal 1989 en tant qu’escorteur doté d’une grande endurance et d’une capacité de surveillance améliorée,.
Bien que le transport du plutonium n’ait plus été effectué par la suite, le Shikishima a été précieux en tant que grande plate-forme offshore pouvant être utilisée pour diverses missions de sécurité et de sauvetage à longue distance. Comme le coût de construction était élevé, la construction de sister-ships n’a pas été réalisée facilement, mais dans les années 2000, la construction de nouveaux navires a été envisagée afin de traiter les problèmes de piraterie dans le détroit de Malacca et sur les côtes de la Somalie, la question des îles Senkaku et la préservation des intérêts nationaux en mer. En réponse à ces défis, le deuxième navire construit dans le plan de l’exercice 2010 était l'Akitsushima.

## Conception
Comme les PLH précédents, les navires ont un long gaillard d'avant, mais la structure interne est renforcée de sorte que le niveau de résistance et la vulnérabilité sont comparables à la norme des navires de guerre. L’étanchéité aux balles de la structure du pont est à peu près totale, du verre pare-balles en polycarbonate est appliqué à l’intérieur des hublots, et des raccords métalliques pour des panneaux de protection balistique sont également fixés à la paroi extérieure,.
Le Shikishima est le seul navire de la JCG équipé d’un radar antiaérien et de deux canons Oerlikon 35 mm pour améliorer ses capacités de lutte antiaérienne, alors que les patrouilleurs précédents n’avaient que des radars de recherche et de navigation en surface et un unique canon automatique de 35 mm ou de 40 mm L/60. Comme armement secondaire, deux canons JM61 de 20 mm ont été installés. Ce système adopte le même canon rotatif que le JM61-M conventionnel, mais il est contrôlé à distance par un directeur optique, contrairement au JM61-M qui est orienté manuellement en direction et en élévation. Il est dérivé de l’un des patrouilleurs lance-missiles guidés de classe PG-821 de la JMSDF, et fut plus tard ajouté en tant qu’équipement standard de la JCG sous le nom de JM61-RFS. Sur l'Akitsushima, les canons automatiques de 40 mm L/70 sont en combinaison avec des tourelles monotube Bofors Mk. 3, au lieu de deux canons jumelés de 35 mm. Dans la classe Reimei qui a suivi, des tourelles Mk. 4 plus légères sont introduites.
Les installations aéronautiques ont également été améliorées. Sur le Shikishima, deux hélicoptères Aérospatiale AS332 Super Puma sont déployés à bord des navires, tandis que les autres navires sont équipés de Bell 212 plus petits. Les installations aériennes du Akitsushima sont encore agrandies pour exploiter un Airbus Helicopters H225M Caracal encore plus grand, modification qui est également adoptée pour la classe Reimei.

## Service
À l’heure actuelle, la classe est fréquemment envoyée pour de longues croisières en Asie du Sud-Est afin de favoriser la coopération internationale contre la piraterie dans le détroit de Malacca. Elle est également affectée à la mission de police maritime des îles Senkaku en raison de son endurance.
En 2015, lors de la visite de l’Empereur et de l’impératrice (行幸啓, Gyōkōkei) à Palau, l'Akitsushima a été utilisé comme yacht royal. Des pentes et des rampes ont été mises en place pour que les deux Majestés âgées puissent monter confortablement à bord.
En raison de l’augmentation des activités de la Garde côtière chinoise et de l’introduction de la classe Zhaotou, la Garde côtière japonaise a acquis trois navires supplémentaires de classe Shikishima entre 2016 et 2018 en raison de la nécessité de « renforcer la sécurité autour des îles Senkaku »,,.

## Navires de la classe
| Numéro de coque | Nom         | Pose de la quille | Lancement        | Mise en service  | Port d'attache |
| --------------- | ----------- | ----------------- | ---------------- | ---------------- | -------------- |
| PLH-31          | Shikishima  | 24 août 1990      | 27 juin 1991     | 8 avril 1992     | Kagoshima      |
| PLH-32          | Akitsushima | 10 mai 2011       | 4 juillet 2012   | 28 novembre 2013 | Yokohama       |
| PLH-33          | Reimei      | 7 juin 2017       | 8 mars 2019      | 19 février 2020  | Kagoshima      |
| PLH-34          | Akatsuki    | 16 février 2018   | 10 avril 2020    | 16 février 2021  | Kagoshima      |
| PLH-35          | Asazuki     | 25 février 2019   | 15 décembre 2020 | 12 novembre 2021 |                |